# Encephalartos brevifoliolatus
Encephalartos brevifoliolatus  es una cica del género Encephalartos cuyo hábitat era África. Se ha extinguido en estado silvestre.